# Hans Chmel
Hans (auch Johann) Chmel (* 6. Mai 1903 in Landskron; † Mai 1945) war ein österreichischer Jurist und Politiker.

## Leben
Als Sohn eines Tuchhändler geboren, studierte Chmel nach dem Besuch des Gymnasiums in Landskron Rechts- und Staatswissenschaften in Prag. Während seines Studiums wurde er 1921 Mitglied der Burschenschaft Carolina Prag (siehe Liste der Studentenverbindungen in Prag). Er wurde zum Dr. iur. promoviert. Am 3. Januar 1939 beantragte er die Aufnahme in die NSDAP und wurde rückwirkend zum 1. November 1938 aufgenommen (Mitgliedsnummer 6.867.238). Nach seinem Studium war er als Rechtsanwalt in Wagstadt tätig, in deren Landkreis er nach der Angliederung des Sudetenland es an das Deutsche Reich 1939 kommissarischer, und am 14. Mai 1940 endgültiger Landrat wurde. 1945 wurde er nach der Vertreibung auf der Flucht gemeinsam mit Ehefrau und Tochter ermordet.